# 丹麦区五市镇

10世纪初的丹麦区五市镇

丹麦区五市镇（英語：Five Boroughs of the Danelaw），简称五市镇，是指870年代—918年隶属丹麦区的麦西亚（今英格兰东米德兰兹地区）的5个主要城镇。这5个城镇分别是德比、莱斯特、林肯、诺丁汉和斯坦福，前4个城镇后来都成为各自郡的郡治。